# محمد فاضل لنکرانی

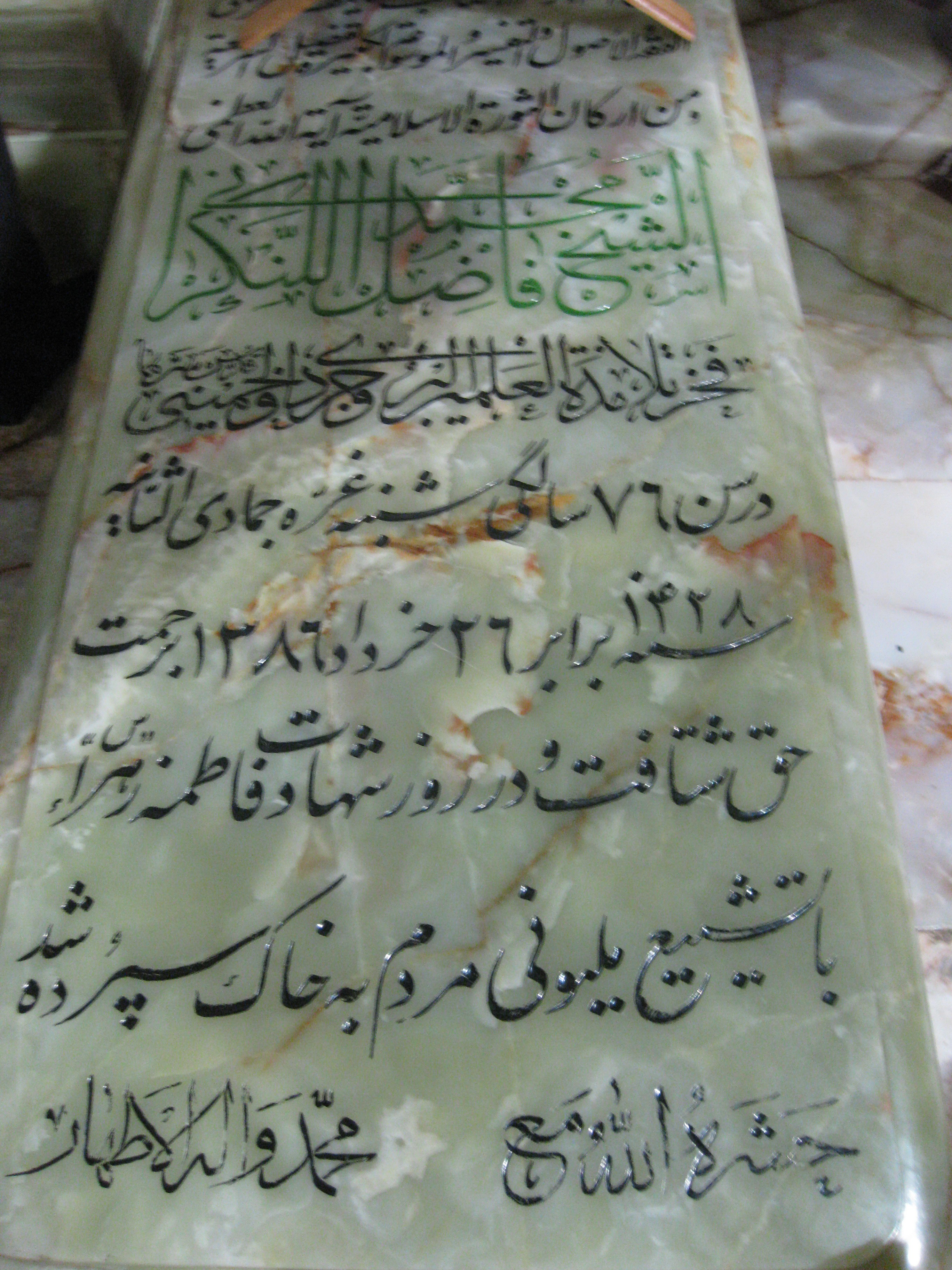
سنگ مزار محمد فاضل لنکرانی

محمد موحدی (۱۳۱۰ – ۲۶ خرداد ۱۳۸۶) معروف به فاضل لنکرانی، از مراجع تقلید شیعه ساکن قم بود. پدر او فاضل لنکرانی تالش‌تبار اهل شهر لنکران در جمهوری آذربایجان کنونی بود. گفته می‌شود مادر وی نیز از سادات مبرقع (برقعی) قم بوده‌اند. او از شاگردان سید حسین طباطبایی بروجردی، روح‌الله خمینی و حسینعلی منتظری بود. مدتی برای تحصیل رهسپار نجف اشرف شد و در مدرسه بروجردی ساکن شد و در این مدت با بزرگانی از جمله سید محمد هاشم غضنفری خوانساری و سید هادی روحانی قمی هم مباحثه و هم حجره بود. سید شهاب‌الدین مرعشی نجفی از مراجع تقلید قم شوهر خاله اوست. وی مدتی به عنوان روحانی کاروان حج در خدمت زوار خانه خدا و حرم نبوی بود.
لنکرانی پس از پیروزی انقلاب ۱۳۵۷ مشغول به تدریس در حوزه علمیه قم شد و پس از درگذشت محمدعلی اراکی جایگاه قابل توجهی یافت. وی یکی از هفت مرجعی بود که از سوی جامعه مدرسین حوزه علمیه قم به عنوان نفر اول معرفی شد.

## فتواهای ارتداد و قتل
- محمد فاضل لنکرانی، در سال ۱۳۸۵ و در واکنش به توهین یک نشریه چاپ باکو به محمد پیامبر اسلام، که انتشار مقاله‌اش تظاهرات مردم را در شهرهای تهران، تبریز و اردبیل در پی داشت، برای نویسندگان مقاله در جمهوری آذربایجان فتوای قتل صادر نمود[۱] و سرانجام رفیق تقی (پزشک و) نویسنده مقاله، توسط افراد ناشناس کشته شد.[۲]
- همچنین در پاسخ به استفتای برخی از مقلدانش فتوای قتل روزنامه‌نگار دگراندیش دیگری از کشور آذربایجان به نام سمیر صداقت اوغلو را صادر کرد.[۳]

## تألیفات
| - نهایة التقریر فی مباحث الصلاة (سه جلد) - تفصیل الشریعة فی شرح تحریر الوسیلة: - کتاب الحج (پنج جلد) - الاجتهاد والتقلید - کتاب الطهارة فصل فی المیاه - أحکام التخلّی والوضوء - کتاب الصلاة - النجاسات و أحکامها - کتاب غسل الجنابة، التیمم، المطهرات - الاجارة - کتاب الوقف - کتاب الخمس - کتاب النکاح - الطلاق والمواریث - القضاء و الشهادات - کتاب الحدود - کتاب القصاص - کتاب المضاربة | - الاحکام الواضحة - معتمد الأصول المجلد الأول - معتمد الأصول المجلد الثانی - رساله توضیح المسائل (فارسی) - احکام جوانان (فارسی) - العروة الوثقی الجزء الأول - العروة الوثقی الجزء الثانی - مدخل التفسیر - آیة التطهیر، رویة المبتکرة - ائمه اطهار پاسداران وحی (فارسی) - احکام عمره مفرده (فارسی) - القواعد الفقهیة - کتاب الطهارة - جامع المسائل جلد اول (فارسی) - جامع المسائل جلد دوم (فارسی) - استفتاءات حول الحج و العمره - احکام الحج من تحریر الوسیلة - مناسک الحج | - مناسک حج (فارسی) - الدولة الاسلامیة - ثلاث رسائل - حماة الوحی - جامع المسائل الجزء الأول - جامع مسائل الحج والعمرة - تفصیل الشریعة فی شرح تحریر الوسیلة ـ کتاب الصوم - پنج پیام - استفتاءات عمره مفرده - خمس نداءات - تفصیل الشریعة المکاسب المحرمة - آیین کشورداری از دیدگاه امام علی (علیه السلام) - احکام پزشکان و بیماران |

## درگذشت
وی در ۲۶ خرداد ۱۳۸۶ در منزل خود در قم درگذشت و صبح روز دوشنبه ۲۸ خرداد ۱۳۸۶ در حرم فاطمه معصومه، در شهر قم به خاک سپرده شد. درپی درگذشت او سید علی خامنه‌ای پیام تسلیتی صادر کرد و از او به عنوان فقیه مجاهد یاد کرد.